# Violet (2021)
Violet ist ein Filmdrama von Justine Bateman, das im März 2021 beim South by Southwest Film Festival seine Premiere feierte und im Oktober 2021 in die US-Kinos kam.

## Handlung
Nachdem Violet erkannt hat, dass sie Jahre damit verbracht hat, jede ihrer Entscheidungen von Angst leiten zu lassen, muss sie lernen, ihre unerbittlich negativen inneren Gedanken zum Schweigen zu bringen, um die Kontrolle über ihr Leben zurückzugewinnen.

## Produktion

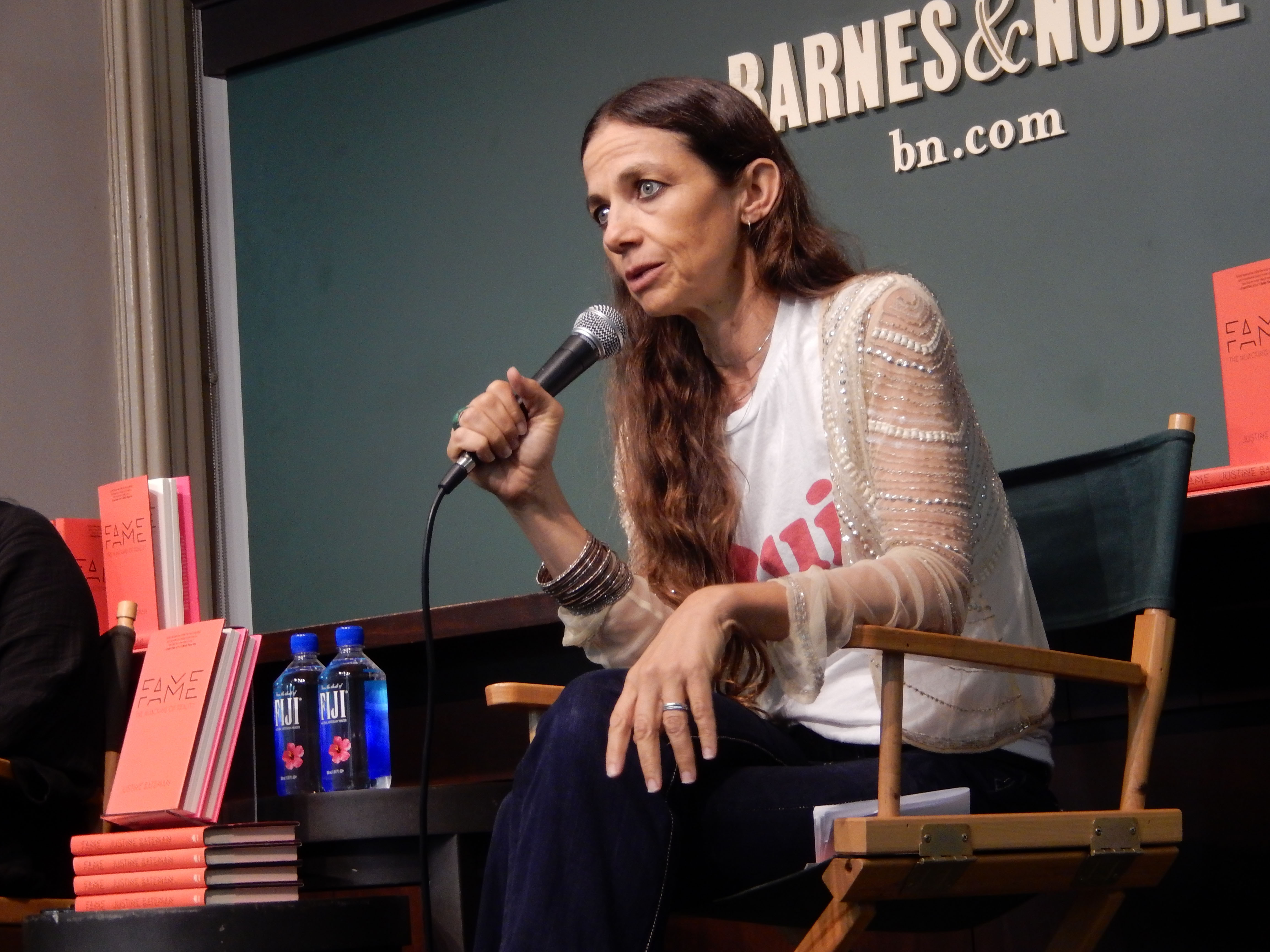
Regisseurin Justine Bateman

Es handelt sich bei Violet das Spielfilmdebüt der seit Mitte der 1980er Jahre in Filmen und Fernsehserien wirkende US-amerikanischen Schauspielerin Justine Bateman, die auch das Drehbuch schrieb.
Im März 2018 wurde die Besetzung mit Justin Theroux bekannt, ebenso von Olivia Munn, die die Titelrolle von Violet Calder übernahm. Im Juli 2018 stieß Luke Bracey zur Besetzung.
Die Filmmusik komponierte Vum. Das Soundtrack-Album mit 13 Musikstücken wurde Anfang November 2021 von Secret Lodge Recordings als Download veröffentlicht.
Der Film sollte im März 2020 beim South by Southwest Film Festival gezeigt werden und hier seine Weltpremiere feiern, dieses wurde jedoch aufgrund der Coronavirus-Pandemie abgesagt. Die Weltpremiere erfolgte schließlich am 18. März 2021 beim South by Southwest Film Festival. Im September 2021 wurde er beim Toronto International Film Festival vorgestellt. Ende Oktober 2021 kam der Film in ausgewählte US-Kinos.

## Rezeption

### Kritiken
Der Film konnte 82 Prozent der Kritiker bei Rotten Tomatoes überzeugen.

### Auszeichnungen
American Film Festival 2021
- Nominierung im Spectrum Competition[10]

South by Southwest Film Festival 2020
- Nominierung für den Grand Jury Award – Narrative Feature  (Justine Bateman)